# La Torture
Pour les articles homonymes, voir Torture (homonymie).
Pour plus de détails, voir Fiche technique et Distribution.
La Torture (Hexen – geschändet und zu Tode gequält) est un film d'épouvante ouest-allemand réalisé par Adrian Hoven et sorti en 1973.
C'est la suite de La Marque du diable (1970), du même réalisateur.

## Synopsis
Dans un État allemand, en 1780, le chasseur de sorcières Balthasar von Ross fait sentir sa main de fer au peuple ; il règne au gré de ses envies et de ses caprices soudains, profite de sa position pour s'enrichir et, accessoirement, de disposer sexuellement de plusieurs jeunes femmes. Il fait jeter ses adversaires au cachot et les fait ensuite brûler sur le bûcher après des négociations fictives, des aveux extorqués sous la torture et des preuves falsifiées. Lorsque le très respecté Alexandre de Salmenau, que Ross fait déclarer sorcier, sa femme Elisabeth sorcière et leur fils excommunié, finit lui aussi de la même manière, un geôlier aide les prisonniers à s'échapper. Elisabeth parvient à soulever le peuple contre les bûchers de plus en plus audacieux et les méfaits commis par Ross. Finalement, sa résidence est prise d'assaut, ses hommes et lui-même sont tués.

## Fiche technique
- Titre français : La Torture ou La Malédiction du diable ou La Marque du diable 2[1]
- Titre original allemand : Hexen – geschändet und zu Tode gequält[2]
- Réalisation : Adrian Hoven
- Scénario : Michael Armstrong (sous le nom de « Sergio Casstner »), Adrian Hoven, Fred Denger
- Photographie : Ernst W. Kalinke
- Montage : Siegrun Jäger
- Musique : Don Banks, John Scott, Sam Sklair
- Décors : Max Mellin
- Maquillage : Josef Coesfeld
- Production : Horst Hächler, Adrian Hoven
- Sociétés de production : Attias Cinematografica, TV 13 Filmproduktion
- Pays de production :  Allemagne de l'Ouest
- Langue originale : allemand
- Format : Couleurs par Eastmancolor - 1,66:1 - Son mono - 35 mm
- Genre : Film d'épouvante
- Durée : 88 minutes
- Dates de sortie :
  - Allemagne de l'Ouest : 26 janvier 1973
  - France : 12 janvier 1977[1]

## Distribution
- Erika Blanc : Elisbeth von Salmenau
- Anton Diffring : Balthasar von Ross
- Percy Hoven : Alexandre de Salmenau
- Adrian Hoven : Alexander von Salmenau sr.
- Reggie Nalder : Natas, le chasseur de sorcières
- Jean-Pierre Zola : Oncle Nicolas
- Rosemarie Heinikel : Pomponne
- Astrid Kilian : Clémentine
- Ellen Umlauf : Abbesse
- Lukas Ammann : Prince
- Dietrich Kerky : Prêtre
- Johannes Buzalski : Huissier de justice
- Joachim Hackethal : Maître de torture
- Karl Ferth : Tortionnaire